# آدم‌خواری (انسان‌ها)

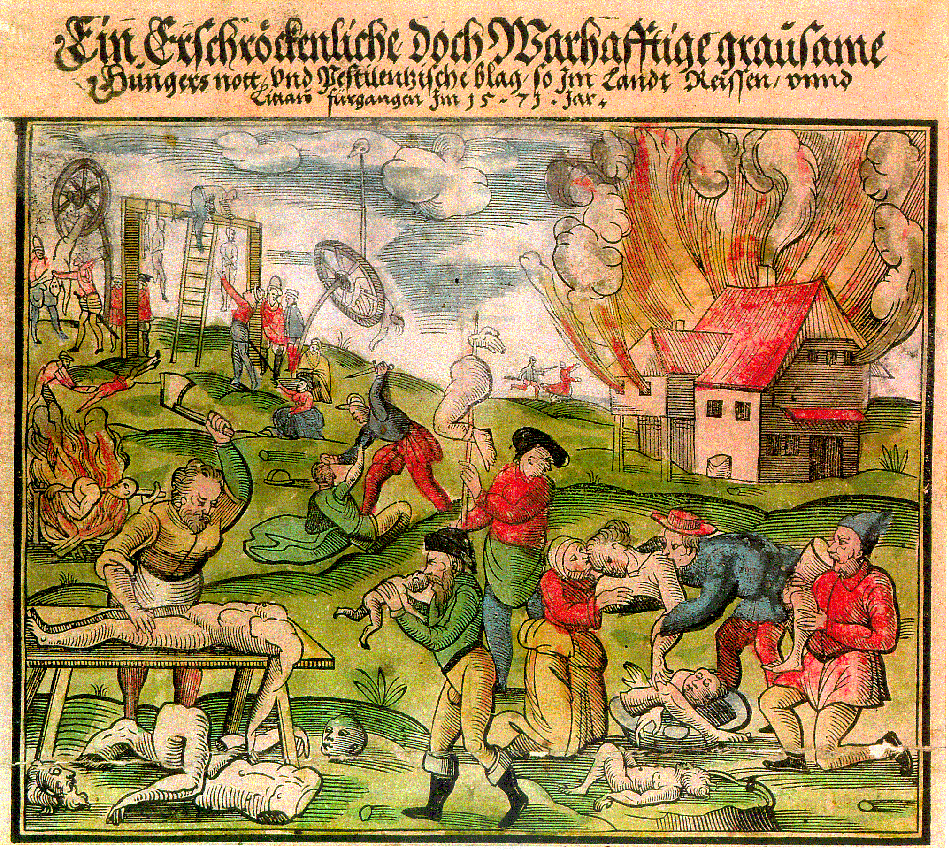
آدم‌خواری در مسکو و لیتوانی ۱۵۷۱

آدم‌خواری یا کانیبالیسم (به انگلیسی: Cannibalism) عادت یا رسم خوردن گوشت انسان توسط انسانی دیگر است. باستان‌شناسان نشانه‌هایی از این عادت یا رسم را در جامعه‌های ابتدایی یافته‌اند.

## انگیزه‌ها

نگاره‌ای به‌سال ۱۵۵۷ میلادی از آدم‌خواری توپی‌ها، از بومیان آمازون. شیوهٔ خاص آدم‌خواری توپی‌ها نخستین‌بار توسط هانس اشتادن (en) ثبت‌شد.

بررسی‌های مردم‌شناسان نشان می‌دهد که آدم‌خواری انگیزه‌های گوناگون داشته‌است که مهم‌ترین آن‌ها عبارت است از:

### خوردن گوشت انسان به عنوان یک ماده غذایی
بعضی از قبیله‌های سیاه‌پوست گینه، در آفریقا، گوشت انسان می‌خوردند و برای تهیه آن به قبیله‌های دیگر حمله می‌کردند و اسیر می‌گرفتند. اسیران را، مانند گاو و گوسفند، می‌چراندند تا پروار شوند. اسکیمو‌ها نیز هنگام دست نیافتن به هیچ گونه ماده غذایی گوشت انسان می‌خوردند.

### خوردن گوشت انسان برای نشان دادن مِهر یا کینه
بعضی از قوم‌های آدم‌خوار برای بزرگداشت خویشان و بزرگان قوم و قبیله خود، و دست یافتن به روح و نیرو و صفت‌های خوب آنها، گوشت آن‌ها را، پس از مرگ، می‌خوردند. ماساژت‌ها، که در حدود ۴۰۰ سال پیش از میلاد، در کناره شمال شرقی دریای خزر می‌زیستند، برای بزرگداشت خویشاوندان سالمند خود، آن‌ها را قربانی می‌کردند و گوشتشان را می‌خوردند. بعضی از قوم‌های آدمخوار نیز برای نشان دادن خشم و نفرت و کینه خود گوشت دشمنان خود را می‌خوردند.

### خوردن گوشت انسان برای نزدیک شدن به خدایان و الهه‌گان و بستن پیوند دوستی با آن‌ها
مردم شهر حران یکی از شهرهای کهن بین‌النهرین، در دوره پیش از اسلام، هر سال کودکی را به خدای نگهبان بت‌هایشان پیشکش و قربانی می‌کردند. گوشت قربانی را با آرد سفید، زعفران، روغن زیتون و سنبل به صورت قرص‌هایی به اندازه انجیر درمی‌آوردند و می‌پختند و به نیایشگران می‌خوراندند. مردم قبیله‌ای در هند بیماران و سالمندان قبیله را به نشانه علاقه به الهه مقدس کالی، همسر کینه‌ورز شیوا، یکی از خدایان هندوها،
و خرسند و آرام کردن او می‌کشتند و گوشت آن‌ها را می‌خوردند.

### بومیان استرالیای مرکزی
خوردن گوشت انسان در بین بومیان استرالیای مرکزی رسم بود که مادران گوشت کودکان مرده خود را می‌خوردند تا نیرویی را که به هنگام زادن به آن‌ها داده بودند بازپس گیرند. مردم گل باستان (نیاکان فرانسویان) خوردن گوشت قسمت‌هایی از بدن انسان را برای درمان بعضی از بیماری‌ها سودمند می‌دانستند.
در سال‌های پایانی سده پانزدهم میلادی، کریستف کلمب در جزیره‌های آنتیل، میان آمریکای جنوبی و آمریکای شمالی، به قومی به نام کارائیب برخورد که میانشان خوردن گوشت انسان رسم بود. کلمب آن‌ها را کانیبال نامید. این نام در بسیاری از زبان‌های اروپایی به معنی آدمخوار به کار رفته‌است. اروپائیان عادت یا رسم هم‌نوع‌خواری را کانیبالیسم (cannibalism) نامیده‌اند.
امروزه، به سبب نزدیکی قوم‌ها و قبیله‌ها به یکدیگر و افزایش دانش و بینش آن‌ها و پیشرفت تمدن و فرهنگ، آدمخواری تقریباً از بین رفته است.

## آدم‌خواری در گروه داعش
داعش با استناد به فتوای یکی از علمای خود به نام ابن قدامه در کتاب المغنی اقدام به کشتن یکی از زندانیان و خوردن گوشت او کردند. ابن قدامه متوفی در سال ۶۲۰ هجری قمری فتوا داده بود «خوردن گوشت انسان‌های محارب و مرتد جایز است، زیرا این افراد حرمت ندارند و کشتن آنها و خوردن گوشت آنان جایز است.»
همچنین، قرطبی صاحب تفسیر قرطبی در کتاب الجامع لأحکام القرآن، آورده‌است که محمد بن ادریس شافعی کشتن و خوردن حربی را مجاز شمرده‌است.

## آدم‌خواری در دوران صفویان
تاریخ نگاران به دسته‌ای از خادمان شاهان صفوی اشاره می‌کنند که مجرمان و کسانی که به مذهب تشیع نمی‌گرویدند را زنده زنده می‌خوردند. همچنین ایشان روش‌های دیگری برای مجازات بکار می‌بردند همچون انداختن مجرمان جلوی سگانی که آدم‌خوار بودند. همچنین ذکر شده که بسیاری از این مجازات و شکنجه‌ها ریشه در رسوم قبایل چادرنشین ترک آسیای میانه‌ای داشت، که از حامیان شاه اسماعیل صفوی بودند و او را در به قدرت رسیدن یاری کردند. از جمله این رسوم که این حامیان وارد نمودند، زنده‌خواری دشمنان و استفاده از جمجمه دشمنان به عنوان جام بود. در دوران حکومت صفویان دسته‌ای جلاد خام‌خوار وجود داشته‌است که به فرمان شاه، مقصرین را زنده‌زنده می‌خوردند. گاهی شاهان صفوی آنان را احضار کرده و دستور می‌دادند تا مجرمان را در جلوی چشمانش بدرند. این دسته از آدم خواران که در دربار شاه عباس نگهداری می‌شدند چیک (چگیین) نام داشتند. گفته می‌شود که لشکر چهل نفری آدم خواران شاه عباس همه جا او را همراهی می‌کردند و قربانیان را می‌خوردند. کریم نجفی برزگر، استاد تاریخ صفوی، عنوان می‌کند که بسیاری از این اعمال تحت عنوان گسترش شیعه توجیه می‌شد.

## آدم‌خواری در دوران قحطی
یافته‌های جدید نشان می‌دهد نخستین بریتانیایی‌هایی که در آمریکای شمالی اقامت گزیدند، در یکی از زمستان‌های سخت اوایل قرن هفدهم میلادی (سال ۱۶۰۹ میلادی)، یعنی ۴۱۵ سال پیش، ناچار به آدم‌خواری شده بودند. مورخان آن سال را به عنوان دوره قحطی می‌شناسند.
در قحطی در کشور اکراین در دهه ۱۹۳۰، بسیاری از افراد از طریق آدم‌خواری از جریان قحطی نجات یافتند این اقدام در زمان قحطی در جنگ داخلی چین نیز تکرار شد. همچنین برخی اطلاعات فاش شده از کره شمالی نشان می‌دهد که آدم‌خواری در بین پناهجویان از قحطی (بین سال‌های ۱۹۹۵ تا ۱۹۹۷ میلادی)، در آن کشور رخ داده‌است.

## رخدادِ پروازِ شمارهٔ ۵۷۱ نیروی هواییِ اروگوئه
در سال ۱۹۷۲ پس از حادثه سقوطِ پرواز شماره ۵۷۱ نیروی هوایی اروگوئه، که حامل بازیکنان یک تیم راگبیِ شهرِ مونته ویدئو از اروگوئه بود، نجات‌یافتگان تا هفتاد روز پیدا نشدند و نیروهای جستجو از یافتن آن‌ها قطع امید کرده بودند. آن‌ها از راهِ خوردنِ گوشتِ اجسادِ بازماندگانِ حادثه، توانستند گرسنگیِ خود را بر طرف کنند. از ۴۵ سرنشینِ این هواپیما، ۱۶ نفر در نهایت نجات یافتند. یکی از نجات‌یافتگان از این حادثه کتابی در این باره به نامِ (به انگلیسی: Alive: The Story of the Andes Survivors) منتشر کرد همچنین فیلمی به نام زنده (۱۹۹۳) نیز بر مبنای این ماجرا ساخته‌شد.

## قاتلین آدم‌خوار
آلفرد پاکر در سال ۱۸۷۴ به جرم آدم‌خواری به ۴۰ سال حبس محکوم شد. او که جوینده طلاهای زیر خاکی بود، در مأموریتی ویژه به همراه پنج تن دیگر به کوه‌های کلرادو فرستاده شد. دو ماه بعد پس از اینکه آلفرد تنها از این سفر بازگشت از وی پرسیده شد چرا تنهاست؟ او در پاسخ گفت در یک دفاع شخصی مجبور شده آنها را بکشد و برای اینکه بتواند زنده بماند گوشت شرکای خود را خورده‌است.
آلبرت فیش آدم‌کش زنجیره‌ای اهل ایالات متحده آمریکا، علاوه بر قتل و اذیت و آزار کودکان، آدم‌خوار نیز بود. فیش در سال ۱۹۲۸ علاقه‌اش به خوردن گوشت انسان را نمایان کرد و در آن سال دختری ۱۲ ساله به نام گرِیس باد را قربانی این عادت عجیبش کرد. فیش در ۱۶ ژانویه سال ۱۹۳۶ اعدام شد. آخرین جمله‌ای که وی پیش از اعدام به زبان راند این بود: «من سال‌ها پیش در خشکسالی که در چین روی داد، به خوردن گوشت انسان علاقه‌مند شدم. خیلی خوشمزه است. گوشت دختران لذیذتر از پسران کوچولو است.»
جفری دامر آدم‌کش زنجیره‌ای و مجرم جنسی اهل آمریکا که میان ژوئن ۱۹۷۸ تا ۱۹ ژوئیه ۱۹۹۱، هفده پسر و مرد را به نحو فجیعی سلاخی کرد (وی ابتدا با قرص خواب قربانیان را بی‌هوش می‌کرد و آنها را خفه می‌کرد، سپس برای حمل و از بین بردن اجساد مجبور به تکه تکه کردن آنها می‌شد)، علاقه زیادی به جنازه‌خواری و آدمخواری داشت. 
ایسی ساگاوا آدم‌کش ژاپنی در سال ۱۹۸۱ وقتی که دانشجوی دکترای ادبیات تطبیقی دانشگاه سوربن بود، همکلاسی خود که زنی هلندی به نام رنه هارتفلت بود را در پاریس کشت و خورد.
آرتور جان شاوکراس قاتل زنجیره‌ای که به دلیل جنایت‌های خود به «قاتل رودخانه روچستر نیویورک» شهرت یافت، اغلب قربانیان وی زنان خیابانی بوده که پس از آزار و اذیت، آن‌ها را کشته و آدم‌خواری می‌کرد؛ سپس بقیه اجساد را در رودخانه روچستر نیویورک رها می‌کرد. زمانی که از آرتور پرسیدند طعم گوشت انسان چه مزه‌ای می‌دهد؟ او گفته بود: «گوشت انسان کمی شیرین است.»
آرمن مایوس آلمانی که با کشتن و قطعه قطعه کردن یک مرد، اعضای بدنش را خورده بود، در ادعاهای خود در دادگاه اعلام کرد: «او (مقتول) با پای خودش به منزل من آمد و زمانی که به او در مورد کشتن و خوردن اعضای بدنش پیشنهاد دادم، پذیرفت».
ونس وی گوگانگ لی بیمار روانی و شهروند کانادایی، در سال ۲۰۰۸ در اتوبوس گری‌هاند که از ادمونتون به سمت وینیپگ در حرکت بود، جوان بیست و دو ساله کانادایی به نام تیم مک‌لین را که به خواب رفته بود، با ضربات پی‌درپی چاقو به قتل رساند و قسمت‌های مختلف گوشت بدن او را خورد.
متیو ویلیامز ۳۴ ساله در ولز جنوبی در یک هتل، چشم‌ها و صورت یک زن ۲۲ ساله را زنده‌زنده خورد و این زن بر اثر شدت جراحات جان باخت.

## آدم‌خواری در اسطوره‌ها، هنر، سینما و ادبیات
در اسطورهٔ یونانی، کرونوس رهبر تیتان (که در عنوان به ساتورن رومی‌سازی شده) از ترس به حقیقت پیوستن پیش‌بینی برانداخته شدن به دست یکی از فرزندانش، هر یک از بچه‌های خود را پس از تولد می‌بلعید. یکی از نقاشی‌های پیتر پل روبنس، نقاش آلمانی سبک باروک فلمانی در سدهٔ ۱۷ میلادی و نیز یکی از نقاشی‌های دیواری فرانسیسکو گویا، نقاش اسپانیایی، به نام «ساتورن پسرش را می‌بلعد» که بین سال‌های ۱۸۱۹ تا ۱۸۲۳ ترسیم شده‌است، برمبنای این اسطوره می‌داند.
وندیگو یا ویندیگو موجودی دیومانند و ترسناک و تخیلی در افسانه‌های سرخ‌پوستان آمریکا شمالی به‌ویژه آلگانکوئین‌ها است که در شمال شرق ایالات متحده و شرق کانادا زندگی می‌کنند. داستان‌های مربوط به وندیگو برای نخستین بار در سال ۱۶۳۶ از طریق مبلغان یسوعی که به کبک کانادا رفته‌بودند به گوش مهاجران اروپایی‌تبار آمریکا رسید. در این افسانه‌ها آمده که انسان‌هایی که آدم‌خواری کنند، تبدیل به وندیگو می‌شوند. از افسانه وندیگو در فیلم‌ها و سریال‌های آمریکایی نیز استفاده شده و از آن‌جمله می‌شود به سریال «سوپرنچرال»، سریال «افسون‌شده» و فیلم «رنجر تنها» اشاره کرد. در کتاب‌های مصور مارول نیز گاه با وندیگو روبه‌رو می‌شویم. در روان‌شناسی به حالتی که شخص تمایل درونی به خوردن گوشت انسان داشته باشد «روان‌پریشی وندیگو» نیز گفته شده‌است.
جاناتان سوییفت در رساله‌ای طنز به نام «پیشنهاد مؤدبانه» که در سال ۱۷۲۹ به‌صورت گمنام به چاپ رسید، پیشنهاد می‌کند که کودکان فقیر را به عنوان غذا به ثروتمندان بفروشند تا مسئلهٔ فقر برای همیشه حل شود.
در نمایش‌نامهٔ «ناگهان تابستان گذشته» (۱۹۵۸) اثر تنسی ویلیامز و نیز فیلمی به همین نام که بر پایهٔ این نمایش‌نامه به کارگردانی جوزف ال. منکیه‌ویچ در سال ۱۹۵۹ منتشر شد، به ماجرای قتل عجیب شاعر جوان و همجنس‌گرایی به نام سباستین به دست چند نوجوان آدم‌خوار اشاره شده‌است.
کیلر کراک (تمساح قاتل) شخصیت خیالی شرور بزرگ در کتاب‌های کامیک آمریکایی منتشر شده توسط دی‌سی کامیکس که عموماً به عنوان دشمن شخصیت ابرقهرمان بتمن محسوب می‌شود، در سال ۱۹۸۳ توسط گری کانوی و جین کولان خلق شد. این شخصیت با نام اصلی وایلن جونز، به علت جهش ژنتیکی تبدیل به انسانِ حیوان‌نما می‌شود و به خاطر طبع وحشی‌اش، آدم‌خوار است. آدواله آکینویه آگباجه نقش شخصیت کیلر کراک را در فیلم «جوخه انتحار» (۲۰۱۶) ایفا کرده‌است.
در سال ۱۹۹۱ فیلم «سکوت بره‌ها» به کارگردانی جاناتان دمی که بر اساس رمانی به همین نام نوشتهٔ توماس هریس (۱۹۸۸ میلادی) ساخته‌شده‌است، به شخصیت هانیبال لکتر (با بازی آنتونی هاپکینز)، نابغهٔ روان‌پزشکی که آدم‌خوار است می‌پردازد. فیلم «هانیبال» به کارگردانی ریدلی اسکات محصول سال ۲۰۰۱ در ادامه فیلم سکوت بره‌ها می‌باشد.
در سال ۲۰۰۷ فیلم موزیکال «سوئینی تاد: آرایشگر شیطانی خیابان فلیت» به کارگردانی تیم برتون که اقتباسی از داستان استفان سندهایم و هیو ویلر است، به شخصیت سویینی تاد (با بازی جانی دپ)، یک پیرایشگر انگلیسی و یک قاتل زنجیره‌ای دوره ویکتوریا، می‌پردازد که مشتریان خود را با یک تیغ ریش‌تراشی به قتل می‌رساند و با کمک همدست خود، خانم لاوت (با بازی هلنا بونهام کارتر)، با گوشت اجساد پای گوشت درست می‌کند.
پروفسور پیگ یک شخصیت ابرشرور خیالی در کتاب‌های کامیک آمریکایی منتشر شده توسط شرکت دی سی کامیکس است که توسط گرنت موریسون (نویسنده) و اندی کوبرت (طراح) در سال ۲۰۰۷ خلق شده‌است و اغلب دشمن ابرقهرمان بتمن به‌شمار می‌رود.
قصهٔ فیلم «ماهی و گربه» (۱۳۹۲) به کارگردانی و نویسندگی شهرام مکری، براساس یک ماجرای واقعی نوشته شده‌است. در سال ۱۳۷۷ خبری در رسانه‌ها منتشر شد مبنی بر این‌که رستورانی بین‌راهی گوشت چرخ‌کردهٔ انسان را می‌پخته‌است.